# Беріссо
Бері́ссо (ісп. Berisso) — місто в аргентинській провінції Буенос-Айрес, адміністративний центр округу Беріссо. Місто є одним з осередків української діаспори в Аргентині — у місті проживає близько 5 тисяч осіб українського походження.

## Історія
Місто Беріссо виникло в результаті індустріалізації околиць Буенос-Айреса у другій половині ХІХ ст. Датою заснування поселення вважається 24 червня 1871 року, коли дон Хуан Беріссо розпочав будівництво солильні у цій місцевості. Наступного року було побудовано ще одну солильню поблизу. Загалом на обох підприємствах працювало близько 2000 робітників, які почали обживати цю місцину.
Перша світова війна спричинила зростання попиту на м'ясо, внаслідок чого у цій місцевості було збудовано ще два холодокомбінати. 1922 року тут було збудовано нафтоочищувальний завод YPF. Завод разом з холодокомбінатами, портом і прядильною фабрикою став важливим роботодавцем і приваблював велику кількість мігрантів, які на той час прибували до Аргентини. Це стимулювало розвиток і ріст міста.
17 жовтня 1945 року з м. Беріссо почався марш робітників, які вимагали звільнення з в'язниці міністра праці Хуана Перона. Наступного року Перон був обраний президентом Аргентини, а 17 жовтня у 1946—1954 роках відзначалося як державне свято в Аргентині.
3 квітня 1957 року було створено округ Беріссо, адміністративний центром якого стало місто Беріссо.

## Населення
На межі ХІХ-ХХ століть до Беріссо почав прибували значний потік мігрантів з різних країн, переважно Європи. Щоб зберегти свої звичаї і допомагати один одному, мігранти створювали численні громадські організації. 1907 року було створено албанську громаду, 1909 року — литовську, 1911 року — грецьку, 1913 року — польську, 1915 року — португальську, іспанську, єврейську та ірландську, 1917 року — ісламську, яка об'єднувала представників арабських країн, 1918 року — італійську, 1924 року — українську, німецьку і вірменську, 1925 року — чехословацьку і англійську, 1928 року — білоруську, 1932 року — болгарську, 1934 року — югославську.
Усі ці організації були об'єднані у Федерацію іноземних громад (ісп. Federación de Entidades Extranjeras), яка з 1977 року щороку проводить у Беріссо Фестиваль Іммігрантів.
1978 року губернатор провінції Буенос-Айрес своїм декретом оголосив Беріссо провінційною столицею іммігрантів. 2002 року цей статус було підтверджено на рівні провінційного закону.

### Українська громада
Перші українці з'явилися у Беріссо у 1897—1903 роках. Переважно вихідці з селян, не маючи кваліфікації й не володіючи іспанською мовою, українці виконували найгірші та найменш оплачувані роботи в місті. Крім селян, до Аргентини прибули українці, які походили з міст і часто мали досвід заробітчанської праці в Європі. Столиця і м. Беріссо як її передмістя стали одним з основних осередків, де вони осіли. Вони стали працювати на будівництві, залізниці, у портах, на підприємствах харчової промисловості, як обслуга та сезонні робітники. Загалом під час першої хвилі міграції до Беріссо прибуло близько 4 тис. українців.
Важливим кроком у збереженні етнічної самобутності було утворення 1924 року в місті Беріссо українського драмгуртка «Молода громада», який пізніше трансформувався у товариство «Просвіта». З часом товариство «Просвіта» стало головним центром українського культурного життя в Аргентині.
У квітні 1933 року у Беріссо при філії товариства «Просвіта» був створений Жіночий Гурток ім. Лесі Українки, який згодом перетворився у Жіночу Секцію. У наступних роках були створені Жіночі Секції в інших місцевостях Аргентини.
1934 року у місті було створено філію товариства «Відродження». При ньому, як і при Просвіті, існували суботні школи українознавства.
1940 року з'явилася перша українська церква у м. Беріссо, яка стала також першою у провінції Буенос-Айрес. При ній діяла школа і дитячий притулок.
1941 року у Беріссо отцем Іпатієм Майкою Чину св. Василія Великого було засновано українську греко-католицьку парафію, яка нині має храми св. Трійці та Успіння Пресвятої Богородиці. 1949 року у місті було створено парафію української автокефальної православної церкви.
У 1945–50-х роках до міста прибула значна кількість мігрантів з України. У середині XX століття були створені монастир і новіціят сестер Василіянок з народною школою і дитячим садком.
1968 року Беріссо відвідував кардинал Йосип Сліпий.
У 1988 на подвір'ї храму Успіння Пресвятої Богородиці встановлено пам'ятник 1000-літтю хрещення України.
17 жовтня 2008 року міська рада міста Беріссо ухвалила резолюцію, якою Голодомор в Україні визнано актом геноциду українського народу.
27 серпня 2011 року з нагоди 20-ї річниці незалежності України у місті Беріссо відбулася урочиста церемонія відкриття погруддя Тарасу Шевченку. Погруддя Т. Шевченка, виготовлене місцевим скульптором Карлосом Морейрою на замовлення філії Українського культурного товариства «Просвіта» в Беріссо, було встановлено на площі Альмафуерте, відповідно до постанови Міської ради м. Беріссо № 3246 від 31 травня 2011 року.
Нині у Беріссо є вулиця України, виходить українська радіопередача, при філії «Просвіти» діє українська суботня школа, танцювальний колектив «Зірка», оркестр «Просвіта», при «Відродженні» діє ансамбль українського танцю «Журавлі».
Після початку повномасштабного вторгнення Росії в Україну 2022 року українська громада м. Беріссо проводила молебні та збори гуманітарної допомоги для України.

## Клімат
| Клімат Беріссо (1961–1990)                 | Клімат Беріссо (1961–1990) | Клімат Беріссо (1961–1990) | Клімат Беріссо (1961–1990) | Клімат Беріссо (1961–1990) | Клімат Беріссо (1961–1990) | Клімат Беріссо (1961–1990) | Клімат Беріссо (1961–1990) | Клімат Беріссо (1961–1990) | Клімат Беріссо (1961–1990) | Клімат Беріссо (1961–1990) | Клімат Беріссо (1961–1990) | Клімат Беріссо (1961–1990) | Клімат Беріссо (1961–1990) |
| Показник                                   | Січ.                       | Лют.                       | Бер.                       | Квіт.                      | Трав.                      | Черв.                      | Лип.                       | Серп.                      | Вер.                       | Жовт.                      | Лист.                      | Груд.                      | Рік                        |
| Абсолютний максимум, °C                    | 38,4                       | 37,0                       | 35,9                       | 33,6                       | 28,2                       | 25,5                       | 28,4                       | 30,1                       | 31,0                       | 32,1                       | 35,8                       | 39,9                       | 39,9                       |
| Середній максимум, °C                      | 28,8                       | 27,8                       | 25,4                       | 21,9                       | 18,1                       | 14,7                       | 14,3                       | 15,8                       | 17,8                       | 20,7                       | 23,7                       | 27,1                       | 21,3                       |
| Середня температура, °C                    | 22,6                       | 21,8                       | 19,7                       | 16,1                       | 12,8                       | 9,8                        | 9,2                        | 10,4                       | 12,5                       | 15,2                       | 18,3                       | 21,1                       | 15,8                       |
| Середній мінімум, °C                       | 17,2                       | 16,6                       | 14,7                       | 11,1                       | 8,1                        | 5,6                        | 5,5                        | 5,9                        | 7,5                        | 10,3                       | 12,8                       | 15,5                       | 10,9                       |
| Абсолютний мінімум, °C                     | 6,3                        | 4,1                        | 3,0                        | 0,0                        | −3,4                       | −5,7                       | −5,4                       | −3,5                       | −2,6                       | −1,2                       | 1,0                        | 1,3                        | −5,7                       |
| Середня кількість сонячних годин на місяць | 251,1                      | 229,6                      | 210,8                      | 186,0                      | 155,0                      | 120,0                      | 127,1                      | 161,2                      | 171,0                      | 207,7                      | 225,0                      | 238,7                      | 2283,2                     |
| Норма опадів, мм                           | 97.1                       | 103.1                      | 117.9                      | 73.9                       | 73.8                       | 54.6                       | 58.3                       | 65.6                       | 73.6                       | 111.3                      | 93.0                       | 84.8                       | 1007.0                     |
| Днів з опадами                             | 8                          | 7                          | 8                          | 7                          | 7                          | 6                          | 7                          | 7                          | 7                          | 9                          | 8                          | 8                          | 89                         |
| Вологість повітря, %                       | 71                         | 75                         | 78                         | 79                         | 81                         | 82                         | 83                         | 79                         | 77                         | 78                         | 74                         | 70                         | 77                         |
| ------------------------------------------ | -------------------------- | -------------------------- | -------------------------- | -------------------------- | -------------------------- | -------------------------- | -------------------------- | -------------------------- | -------------------------- | -------------------------- | -------------------------- | -------------------------- | -------------------------- |
| Джерело: Servicio Meteorológico Nacional   |                            |                            |                            |                            |                            |                            |                            |                            |                            |                            |                            |                            |                            |